# Владимир (Горьковский)
Епископ Владимир (в миру Василий Петрович Горьковский; 2 (14) августа 1864 — 18 февраля 1938, Ульяновск) — епископ Русской православной церкви, епископ Ульяновский.

## Биография
С 1875 по 1879 год обучался в Воронежском духовном училище, окончил Воронежскую духовную семинарию в 1885 году.
Окончил Киевскую Духовную Академию со степенью кандидата богословия в 1889 году и назначен преподавателем русского языка в Павловское духовное училище Воронежской епархии.
9 декабря 1890 года возведён в сан иерея.
С 1893 года был законоучителем женской гимназии в Воронеже.
15 марта 1902 года возведён в сан протоирея.
С 19 сентября 1912 года — смотритель Павловского духовного училища Воронежской епархии.
С 1918 года — настоятель Рождество-Богородицкой (Пятницкой) церкви в Воронеже.
С 1920 года — настоятель Владимирского собора города Валуек Воронежской епархии.
В 1926 году пострижен в монашество.
5 сентября 1927 года в церкви мученика Трифона в Москве хиротонисан во епископа Богучарского, викария Воронежской епархии.
27 января 1928 года распоряжением митрополита Сергия назначен временным управляющим Воронежской епархией вместо отстранённого об должности епископа Алексия (Буя), который объявил об отделении от митрополита Сергия.
С 6 марта 1928 года — епископ Керченский, викарий Таврической епархии.
С 1 марта 1929 года — епископ Акмолинский, викарий Петропавловской епархии.
С 1929 года — епископ Вяземский, викарий Смоленской епархии.
С 29 июля 1932 года — епископ Каменский, викарий Донской епархии, с 11 августа также временно управляющий Донской епархией.
С 21 марта 1933 года — епископ Ржевский, викарий Калининской епархии.
С 11 августа 1933 года — епископ Кунгурский, викарий Пермской епархии.
6 мая 1934 года направил митрополиту Заместителю Патриаршего Местоблюстителя митрополиту Сергию (Страгородскому) рапорт, в котором поздравлял его с возведением в достоинство митрополита Московского и Коломенского.
С 17 января 1935 года — епископ Сарапульский.
С 22 октября 1935 года — епископ Ульяновский.
Проживал в Мелекессе, откуда и управлял епархией, служил в Никольской церкви.
28 июля 1937 года был арестован по обвинению в «создании в г. Мелекессе церковно-сектантской контрреволюционной организации и руководстве ею, сборе шпионских сведений в пользу японской разведки». По одному делу с ним проходили ещё двадцать священнослужителей и мирян. 30 декабря 1937 был приговорён к расстрелу.
Расстрелян 18 февраля 1938 года в Ульяновске.